# Anchilophus
Anchilophus és un gènere de mamífer perissodàctil extint de la família dels paleotèrids. Se n'han trobat restes fòssils a França, Espanya, Suïssa i el Regne Unit. Tenia les dents postcanines relativament braquiodontes.